# Lazu Baciului, Maramureș
Lazu Baciului (în maghiară Bácsiláz) este o localitate componentă a municipiului Sighetu Marmației din județul Maramureș, Transilvania, România.

## Istoric
Prima atestare documentară: 1956. 

## Etimologie
Etimologia numelui localității: din top. Lazul (< apelativul laz „teren despădurit, curătură" < ucr. laz) + n.fam. Baciu (< apelativul baci „mai-mare peste păcurari la stână; vătaf", cuvânt autohton). 

## Demografie
La recensământul din 2011, populația era de 603 locuitori. 